# Анкамати
Анкамати (пол. Ankamaty, нім. Ankemitt) — село в Польщі, у гміні Дзежґонь Штумського повіту Поморського воєводства.
Населення — 109 осіб (2011).
У 1975-1998 роках село належало до Ельблонзького воєводства.

## Демографія
Демографічна структура станом на 31 березня 2011 року:
|          | Загалом | Допрацездатний вік | Працездатний вік | Постпрацездатний вік |
| -------- | ------- | ------------------ | ---------------- | -------------------- |
| Чоловіки | 53      | 17                 | 34               | 2                    |
| Жінки    | 56      | 13                 | 37               | 6                    |
| Разом    | 109     | 30                 | 71               | 8                    |